# Список головних тренерів збірної Росії з футболу

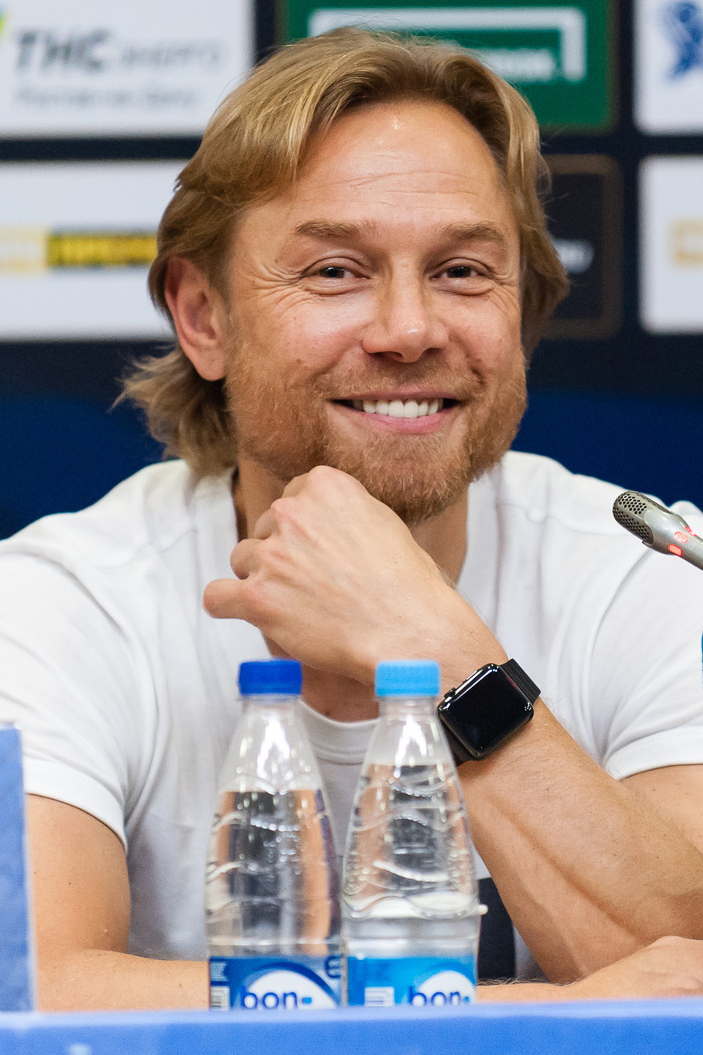
Валерій Карпін — головний тренер збірної Росії з 26 липня 2021 року

У списку наведені всі головні тренери збірної Росії з футболу.
Збірна Росії була створена 1992 року, після розпаду СРСР і, відповідно, коли припинила існувати збірна СРСР. Першим тренером, який очолив збірну Росії, став Павло Садирін. Вміння тренера одразу почали перевірятися, оскільки зі всіх пострадянських держав до відбіркового етапу чемпіонату світу з футболу 1994 року допущеними були тільки Росія та країни Прибалтики.
Загалом, в історії збірної Росії було 14 тренерів та один виконувач обов'язків (Олександр Бородюк). Олег Романцев двічі очолював збірну Росії (в періоди з 1994 по 1996 рік та від 1998 до 2002 року). Тричі збірну Росії очолювали іноземці: Гус Гіддінк в 2006 році, Дік Адвокат у 2010 та Фабіо Капелло в 2012 році. Найдовше і безперервно тренером пропрацював Гус Гіддінк (з липня 2006 року по червень 2010). При ньому збірна Росії здобула свій найвагоміший здобуток — бронзу чемпіонату Європи з футболу 2008 року. Найменше збірну тренували Анатолій Бишовець (24 липня 1998 – 12 грудня 1998), при якому збірна програла усі свої матчі, та виконувач обов'язків головного тренера Олександр Бородюк (1 січня 2006 – 7 липня 2006).
11 серпня 2016 року збірну очолив Станіслав Черчесов, перед яким було поставлено завдання гідно підготувати збірну до виступів на домашньому чемпіонаті світу. Під його керівництвом команда дійшла до чвертьфіналу, у якому поступилася у серії післяматчевих пенальті збірній Хорватії. На наступному великому турнірі — чемпіонаті Європи — команда виступила невдало і 8 липня 2021 року Черчесов покинув свій пост.
26 липня 2021 року новим головним тренером збірної Росії було призначено Валерія Карпіна.

## Список тренерів
| ЧС | Чемпіонат світу з футболу | ЧЄ | Чемпіонат Європи з футболу | КК | Кубок Конфедерацій | ЛН | Ліга націй УЄФА |

| №     | Тренер             | Фото | Період роботи                   | М  | В  | Н  | П  | %    | Здобутки | Виноски       |
| ----- | ------------------ | ---- | ------------------------------- | -- | -- | -- | -- | ---- | --- | ------------- |
| 1     | Павло Садирін      |      | 16 липня 1992 – 28 липня 1994   | 23 | 12 | 6  | 5  | 52,1 | - Участь збірної Росії в ЧС 1994 – 3 місце в групі                                                                                                 | [ 2 ] [ 3 ]   |
| 2     | Олег Романцев      |      | 28 липня 1994 – 11 липня 1996   | 25 | 17 | 4  | 4  | 68,0 | - Участь збірної Росії у ЧЄ 1996 – 4 місце в групі                                                                                                 | [ 4 ] [ 5 ]   |
| 3     | Борис Ігнатьєв     |      | 11 липня 1996 – 19 червня 1998  | 20 | 8  | 8  | 4  | 40,0 | - Кваліфікація на ЧС 1998 – друге місце в групі, поразка в плей-офф                                                                                | [ 6 ] [ 7 ]   |
| 4     | Анатолій Бишовець  |      | 24 липня 1998 – 12 грудня 1998  | 6  | 0  | 0  | 6  | 0,0  | | [ 8 ] [ 9 ]   |
| 5     | Олег Романцев      |      | 28 грудня 1998 – 8 липня 2002   | 35 | 19 | 10 | 6  | 54,2 | - Участь збірної Росії у ЧС 2002 – 3 місце в групі                                                                                                 | [ 4 ] [ 5 ]   |
| 6     | Валерій Газзаєв    |      | 8 липня 2002 – 25 серпня 2003   | 9  | 4  | 2  | 3  | 44,4 | | [ 10 ] [ 11 ] |
| 7     | Георгій Ярцев      |      | 25 серпня 2003 – 5 квітня 2005  | 19 | 8  | 6  | 5  | 42,1 | - Участь збірної Росії у ЧЄ 2004 – 4 місце в групі                                                                                                 | [ 12 ] [ 13 ] |
| 8     | Юрій Сьомін        |      | 18 квітня 2005 – 31 грудня 2005 | 7  | 3  | 4  | 0  | 42,8 | | [ 14 ] [ 15 ] |
| в. о. | Олександр Бородюк  |      | 1 січня 2006 – 7 липня 2006     | 2  | 0  | 1  | 1  | 0,0  | | [ 16 ] [ 17 ] |
| 9     | Гус Гіддінк        |      | 9 липня 2006 – 30 червня 2010   | 39 | 22 | 7  | 10 | 56,4 | - Кваліфікація на ЧС 2010 – 2 місце в групі, програш у плей-офф                                                                                    | [ 18 ] [ 19 ] |
| 10    | Дік Адвокат        |      | 15 липня 2010 — 15 липня 2012   | 24 | 12 | 8  | 4  | 50,0 | - Участь збірної Росії у ЧЄ 2012 – 3 місце в групі                                                                                                 | [ 21 ] [ 22 ] |
| 11    | Фабіо Капелло      |      | 26 липня 2012 – 14 липня 2015   | 33 | 17 | 11 | 5  | 51,5 | - Участь збірної Росії у ЧС 2014 – 3 місце в групі                                                                                                 | [ 23 ] [ 24 ] |
| 12    | Леонід Слуцький    |      | 7 серпня 2015 – 30 червня 2016  | 13 | 6  | 2  | 5  | 46,2 | - Участь збірної Росії на ЧЄ 2016 – 4 місце в групі                                                                                                | [ 25 ] [ 26 ] |
| 13    | Станіслав Черчесов |      | 11 серпня 2016 – 8 липня 2021   | 57 | 24 | 13 | 20 | 42,1 | - Відбір на ЧЄ 2020 — 2 місце в групі (вихід) - ЧЄ 2020 — 4 місце в групі (невихід у плей-оф) - відбір на ЧС 2022 — не завершив, подав у відставку | [ 27 ] [ 28 ] |
| 14    | Валерій Карпін     |      | 26 липня 2021 —                 | 24 | 17 | 6  | 1  | 70,8 | - Відбір на ЧС 2022 — дискваліфікація Росії у зв'язку з вторгненням в Україну                                                                      | [ 30 ]        |

## Статистика
Дані станом на 10 червня 2025 року, останній матч — Білорусь — Росія 1:4

### За турнірами
| М | кількість зіграних матчів | В | кількість виграних матчів | П | кількість програних матчів | Н | кількість нічийних матчів |

| Тренер/виконувач обов'язів    | Матчів загалом | Товариські матчі | Товариські матчі | Товариські матчі | Товариські матчі | Відбір на чемпіонат Європи | Відбір на чемпіонат Європи | Відбір на чемпіонат Європи | Відбір на чемпіонат Європи | Чемпіонат Європи | Чемпіонат Європи | Чемпіонат Європи | Чемпіонат Європи | Відбір на чемпіонат світу | Відбір на чемпіонат світу | Відбір на чемпіонат світу | Відбір на чемпіонат світу | Чемпіонат світу | Чемпіонат світу | Чемпіонат світу | Чемпіонат світу | Кубок Конфедерацій | Кубок Конфедерацій | Кубок Конфедерацій | Кубок Конфедерацій | Ліга націй УЄФА | Ліга націй УЄФА | Ліга націй УЄФА | Ліга націй УЄФА |
| Тренер/виконувач обов'язів    | Матчів загалом | М                | В                | Н                | П                | М                          | В                          | Н                          | П                          | М                | В                | Н                | П                | М                         | В                         | Н                         | П                         | М               | В               | Н               | П               | М                  | В                  | Н                  | П                  | М               | В               | Н               | П               |
| ----------------------------- | -------------- | ---------------- | ---------------- | ---------------- | ---------------- | -------------------------- | -------------------------- | -------------------------- | -------------------------- | ---------------- | ---------------- | ---------------- | ---------------- | ------------------------- | ------------------------- | ------------------------- | ------------------------- | --------------- | --------------- | --------------- | --------------- | ------------------ | ------------------ | ------------------ | ------------------ | --------------- | --------------- | --------------- | --------------- |
| Павло Садирін                 | 23             | 12               | 6                | 4                | 2                | —                          | —                          | —                          | —                          | —                | —                | —                | —                | 8                         | 5                         | 2                         | 1                         | 3               | 1               | 0               | 2               | —                  | —                  | —                  | —                  | Не проводилась  | Не проводилась  | Не проводилась  | Не проводилась  |
| Олег Романцев (перший період) | 25             | 12               | 9                | 1                | 2                | 10                         | 8                          | 2                          | 0                          | 3                | 0                | 1                | 2                | —                         | —                         | —                         | —                         | —               | —               | —               | —               | —                  | —                  | —                  | —                  | Не проводилась  | Не проводилась  | Не проводилась  | Не проводилась  |
| Борис Ігнатьєв                | 20             | 10               | 3                | 5                | 2                | —                          | —                          | —                          | —                          | —                | —                | —                | —                | 10                        | 5                         | 3                         | 2                         | —               | —               | —               | —               | —                  | —                  | —                  | —                  | Не проводилась  | Не проводилась  | Не проводилась  | Не проводилась  |
| Анатолій Бишовець             | 6              | 3                | 0                | 0                | 3                | 3                          | 0                          | 0                          | 3                          | —                | —                | —                | —                | —                         | —                         | —                         | —                         | —               | —               | —               | —               | —                  | —                  | —                  | —                  | Не проводилась  | Не проводилась  | Не проводилась  | Не проводилась  |
| Олег Романцев (другий період) | 35             | 12               | 6                | 7                | 2                | 10                         | 6                          | 1                          | 3                          | —                | —                | —                | —                | 10                        | 7                         | 2                         | 1                         | 3               | 1               | 0               | 2               | —                  | —                  | —                  | —                  | Не проводилась  | Не проводилась  | Не проводилась  | Не проводилась  |
| Валерій Газаєв                | 9              | 4                | 2                | 1                | 1                | 5                          | 2                          | 1                          | 2                          | —                | —                | —                | —                | —                         | —                         | —                         | —                         | —               | —               | —               | —               | —                  | —                  | —                  | —                  | Не проводилась  | Не проводилась  | Не проводилась  | Не проводилась  |
| Георгій Ярцев                 | 19             | 5                | 1                | 2                | 2                | 5                          | 3                          | 2                          | 0                          | 3                | 1                | 0                | 2                | 6                         | 3                         | 2                         | 1                         | —               | —               | —               | —               | —                  | —                  | —                  | —                  | Не проводилась  | Не проводилась  | Не проводилась  | Не проводилась  |
| Юрій Сьомін                   | 7              | 1                | 0                | 1                | 0                | —                          | —                          | —                          | —                          | —                | —                | —                | —                | 6                         | 3                         | 3                         | 0                         | —               | —               | —               | —               | —                  | —                  | —                  | —                  | Не проводилась  | Не проводилась  | Не проводилась  | Не проводилась  |
| Олександр Бородюк             | 2              | 2                | 1                | 1                | 0                | —                          | —                          | —                          | —                          | —                | —                | —                | —                | —                         | —                         | —                         | —                         | —               | —               | —               | —               | —                  | —                  | —                  | —                  | Не проводилась  | Не проводилась  | Не проводилась  | Не проводилась  |
| Гус Гіддінк                   | 39             | 10               | 4                | 3                | 3                | 12                         | 7                          | 3                          | 2                          | 5                | 3                | 0                | 2                | 12                        | 8                         | 1                         | 3                         | —               | —               | —               | —               | —                  | —                  | —                  | —                  | Не проводилась  | Не проводилась  | Не проводилась  | Не проводилась  |
| Дік Адвокат                   | 24             | 11               | 4                | 5                | 2                | 10                         | 7                          | 2                          | 1                          | 3                | 1                | 1                | 1                | —                         | —                         | —                         | —                         | —               | —               | —               | —               | —                  | —                  | —                  | —                  | Не проводилась  | Не проводилась  | Не проводилась  | Не проводилась  |
| Фабіо Капело                  | 33             | 14               | 8                | 6                | 0                | 6                          | 2                          | 2                          | 2                          | —                | —                | —                | —                | 10                        | 7                         | 1                         | 2                         | 3               | 0               | 2               | 1               | —                  | —                  | —                  | —                  | Не проводилась  | Не проводилась  | Не проводилась  | Не проводилась  |
| Леонід Слуцький               | 13             | 6                | 2                | 1                | 3                | 4                          | 4                          | 0                          | 0                          | 3                | 0                | 1                | 2                | —                         | —                         | —                         | —                         | —               | —               | —               | —               | —                  | —                  | —                  | —                  | Не проводилась  | Не проводилась  | Не проводилась  | Не проводилась  |
| Станіслав Черчесов            | 57             | 23               | 6                | 8                | 9                | 10                         | 8                          | 0                          | 2                          | 3                | 1                | 0                | 2                | 3                         | 2                         | 0                         | 1                         | 5               | 2               | 2               | 1               | 3                  | 1                  | 0                  | 2                  | 10              | 4               | 3               | 3               |
| Валерій Карпін                | 24             | 17               | 12               | 5                | 0                | —                          | —                          | —                          | —                          | —                | —                | —                | —                | 7                         | 5                         | 1                         | 1                         | —               | —               | —               | —               | —                  | —                  | —                  | —                  | —               | —               | —               | —               |

### За терміном перебування
Якщо брати сумарну кількість, то найдовше зі всіх тренерів пропрацював Олег Романцев, якщо безперервно — Станіслав Черчесов. У цьому списку наведені головні тренери та тривалість їх перебування на цій посаді безперервно (окрім Олександра Бородюка, який пропрацював в. о. головного тренера 187 днів):
| Тренер                   | Кількість днів | Період роботи                   |
| ------------------------ | -------------- | ------------------------------- |
| Станіслав Черчесов       | 1792           | 11 липня 2016 — 8 липня 2021    |
| Гус Гіддінк              | 1452           | 9 липня 2006 – 30 червня 2010   |
| Валерій Карпін           | 1443           | 26 липня 2021 –                 |
| Олег Романцев (2 період) | 1288           | 28 грудня 1998 – 8 липня 2002   |
| Фабіо Капелло            | 1083           | 26 липня 2012 – 14 липня 2015   |
| Павло Садирін            | 742            | 16 липня 1992 – 28 липня 1994   |
| Дік Адвокат              | 731            | 15 липня 2010 — 15 липня 2012   |
| Олег Романцев (1 період) | 714            | 28 липня 1994 – 11 липня 1996   |
| Борис Ігнатьєв           | 708            | 11 липня 1996 – 19 червня 1998  |
| Георгій Ярцев            | 589            | 25 серпня 2003 – 5 квітня 2005  |
| Валерій Газаєв           | 413            | 8 липня 2002 – 25 серпня 2003   |
| Леонід Слуцький          | 323            | 7 серпня 2015 – 25 червня 2016  |
| Юрій Сьомін              | 257            | 18 квітня 2005 – 31 грудня 2005 |
| Анатолій Бишовець        | 141            | 24 липня 1998 – 12 грудня 1998  |

### За перемогами
Рейтинг тренерів збірної за відсотком перемог у всіх проведених матчах (окрім в.о.):
| №     | Тренер                     | Кількість матчів | Кількість перемог | Відсоток перемог |
| ----- | -------------------------- | ---------------- | ----------------- | ---------------- |
| 1     | Валерій Карпін             | 18               | 12                | 70,8             |
| 2     | Олег Романцев (1-й період) | 25               | 17                | 68,0             |
| 3     | Гус Гіддінк                | 39               | 22                | 56,4             |
| 4     | Олег Романцев (2-й період) | 35               | 19                | 54,2             |
| 5     | Павло Садирін              | 23               | 12                | 52,1             |
| 6     | Фабіо Капелло              | 33               | 17                | 51,5             |
| 7     | Дік Адвокат                | 24               | 12                | 50,0             |
| 8     | Леонід Слуцький            | 13               | 6                 | 46,2             |
| 9     | Валерій Газаєв             | 9                | 4                 | 44,4             |
| 10    | Юрій Сьомін                | 7                | 3                 | 42,8             |
| 11—12 | Станіслав Черчесов         | 57               | 23                | 42,1             |
| 11—12 | Георгій Ярцев              | 19               | 8                 | 42,1             |
| 13    | Борис Ігнатьєв             | 20               | 8                 | 40,0             |
| 14    | Анатолій Бишовець          | 6                | 0                 | 0,0              |